# Liste der Monuments historiques in Sainte-Colombe (Gironde)
Die Liste der Monuments historiques in Sainte-Colombe (Gironde) führt die Monuments historiques in der französischen Gemeinde Sainte-Colombe auf.

## Liste der Bauwerke
| Bezeichnung        | Beschreibung              | Standort | Kennzeichnung | Schutzstatus | Datum | Bild |
| ------------------ | ------------------------- | -------- | ------------- | ------------ | ----- | ---- |
| Kirche Ste-Colombe | Erbaut im 12. Jahrhundert | (Lage)   | PA00083815    | Classé       | 1908  |      |